# 잔 쿠퍼

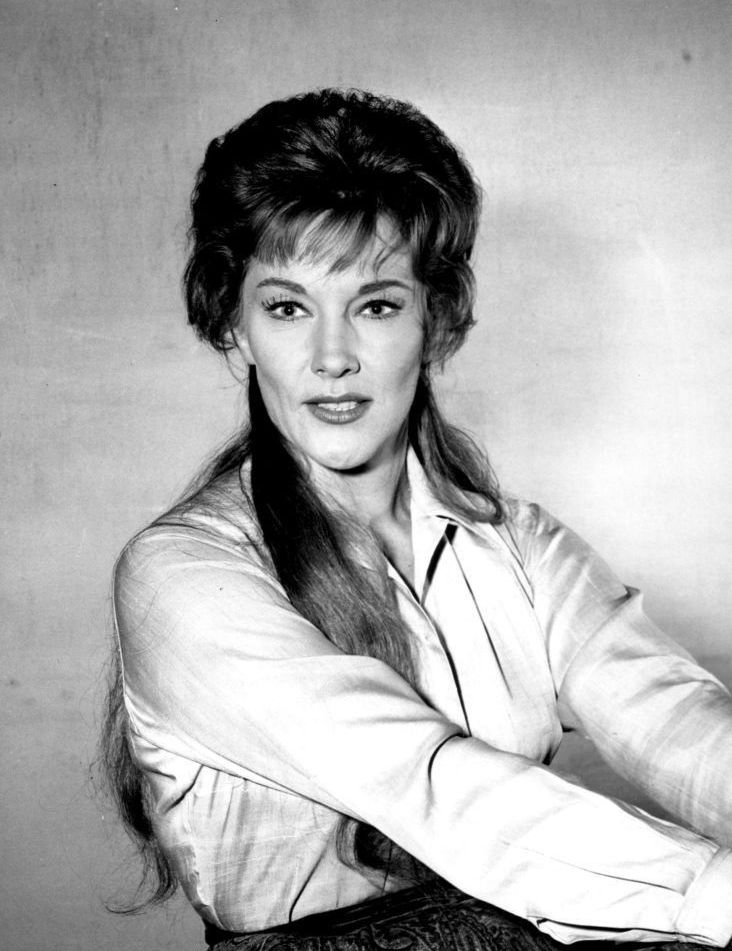

진 쿠퍼(Jeanne Cooper, 영어 발음: /dʒin/, 1928년 10월 25일 ~ 2013년 5월 8일)는 미국의 배우이다.
로스앤젤레스에서 사망하였다.

## 출연 작품
- 도나 온 디맨드 (2009년)
- 데드 에어 (2009, Dead Air)
- 카풀 가이 (2005년)
- 스펌 뱅크 (1992년)
- The All-American Boy (1973) - 놀라 빌러 역
- 진정한 승리 (1972년)
- 크루키드 맨 (1970년)
- 보스톤 교살자 (1968년)
- 침입자 (1962년)
- 벤 케이시 (1961년)
- 록 올 나이트 (1957년)
- 더 맨 프롬 더 알라모 (1953년)
- 더 레드헤드 프롬 와이오밍 (1953년)

### 텔레비전
- 샤이안 (1955년)
- 아이언 사이드 (1967년)
- 추격 (1959년)
- 보난자 (1959년)
- 선셋 77번가 (1958년)
- 페리 메이슨 (1957년)
- 디즈니랜드 (1954년) - 마 프렌티스 역
- 비앤비 (1987년)
- LA 로 (1986년)
- 더 영 앤 더 레스트리스 (1973년)